# Staré Město (Salcburk)

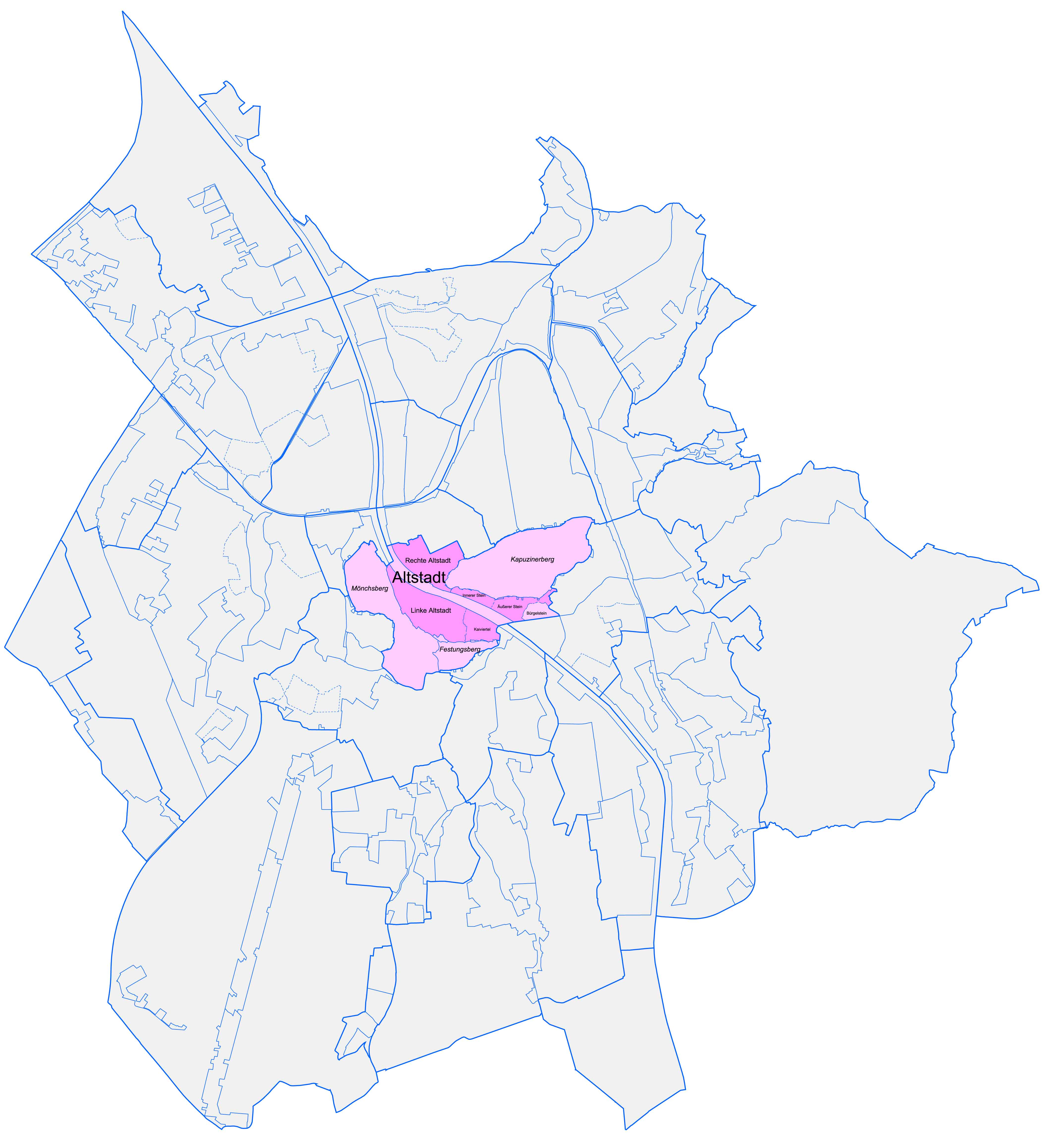
Mapka Salcburku s vyznačeným Starým Městem

Salcburské Staré Město (německy Altstadt Salzburg (links)) je nejstarší městská část rakouského Salcburku. 
Odpovídá poloze historického středu města. Rozkládá se na levém i pravém břehu řeky Salzach. Je také historickým sídlem knížat-biskupů a arcibiskupů Salcburského knížecího arcibiskupství je od roku 1997 zařazena na seznam Světového dědictví UNESCO.
Ve čtvrti žijí přibližně dva tisíce obyvatel. 

## Památky
Ve čtvrti se nacházejí nejvýznamnější památky města:
- Katedrála svatého Ruperta a Virgila
- Arciopatství svatého Petra
- Klášter Nonnberg
- Františkánský kostel
- Kolegiátní kostel
- Salcburská Residenz
- Felsenreitschule, Großes Festspielhaus a Mozartův dům
- Mozartův rodný dům na Getreidegasse
- Kostel nejsvětější Trojice
- Zámek Mirabell
- Pevnost Hohensalzburg